# Terrore al castello
Terrore al castello (The Bowstring Murders) è un romanzo giallo del 1933 scritto da John Dickson Carr con lo pseudonimo di Carter Dickson; è uno dei suoi pochi romanzi a non avere come protagonista uno dei suoi detective fissi, Gideon Fell o Sir Henry Merrivale.

## Trama
Lord Henry Rayle, proprietario del castello di Bowstring, è un accanito collezionista di armi e armature medievali, e un anziano piuttosto eccentrico: risparmia fino all'osso sull'elettricità e altre comodità moderne, veste una vecchia tunica da frate e se ne va in giro ad inchiodare personalmente alcune porte del proprio castello! Una sera che ha ospiti un gruppo eterogeneo di persone, sta strepitando per la scomparsa di un paio di manopole (le protezioni in ferro delle braccia nelle vecchie armature), ma non può immaginare quanto questo furto significherà per lui: poche ore dopo, infatti, verrà trovato strangolato apparentemente con la corda di una delle balestre della sua collezione, e pare che al posto dei soliti guanti, l'assassino abbia usato proprio le manopole scomparse. Poco dopo, in sequenza, cadranno assassinate la cameriera Doris, una ragazza dai costumi non proprio irreprensibili (era incinta di qualcuno della famiglia o del personale del castello), e la sua seconda moglie Irene.
Molti sono i motivi per cui qualcuno avrebbe voluto la morte del Lord, legati ovviamente alla sua fortuna, ma non solo. Ma chi dei suoi ospiti o della sua famiglia è il colpevole? A scoprirlo ci penserà l'eccentrico investigatore John Gaunt, che dovrà lottare non solo contro i fantasmi che pare popolino il castello, ma anche con i propri...

## Personaggi
- Lord Henry Rayle, eccentrico gentiluomo
- Lady Irene Rayle, sua seconda moglie
- Francis e Patricia Steyne, figli di primo letto di Lord Henry
- Bruce Massey, segretario di Lord Henry
- Lawrence Kestevan, attore
- Sir George Anstruther, direttore del British Museum
- Michael Tarlaine, professore di letteratura
- Dottor Manning, medico
- Wood, maggiordomo
- Saunders, valletto
- Doris Mundo, cameriera
- John Gaunt, investigatore privato
- Ispettore Tape, della polizia di contea

## Edizioni italiane
- Terrore al castello, traduzione di Anna Maria Francavilla, collana I classici del Giallo Mondadori n. 603, Arnoldo Mondadori Editore, marzo 1990, pp. 190.